# Olivetolsäure
Olivetolsäure, auch 4-Hydroxy-6-n-pentylsalicylsäure, ist das Carbonsäure-Derivat von Olivetol. Es ist ein Meroterpenoid das als biogenetischer Vorläufer verschiedener Dibenzopyrane – der sogenannten Cannabinoide – dient. Durch enzymatische Kondensation aus den beiden Präkursoren Geranylpyrophosphat und Olivetolsäure wird Cannabigerolsäure gebildet, die anschließend enzymatisch in Tetrahydrocannabinolsäure umgelagert wird. Olivetolsäure selbst wird wahrscheinlich auf analogem Weg wie die Orsellinsäure synthetisiert und zwar ausgehend von einem Tetraketid, das aus Capronsäure und drei Acetat-Einheiten gebildet wird. Olivetolsäure kann auch künstlich dargestellt werden. In einer neueren Publikation werden  spezielle Amöben zur Synthese der Olivetolsäure eingesetzt. Olivetolsäure kommt natürlich in dem Pilz Cetrelia sanguinea vor und besitzt eine monokline Kristallstruktur mit der Raumgruppe P21/n (Raumgruppen-Nr. 14, Stellung 2).
Von der Orsellinsäure unterscheidet es sich in der Länge der Alkylseitenkette. Durch Decarboxylierung entsteht das Olivetol.